# Anopyxis
Anopyxis là một chi thực vật thuộc tông Macariseae của họ Rhizophoraceae, với 3 loài.